# Charadrahyla
Charadrahyla – rodzaj płazów bezogonowych z podrodziny Hylinae w obrębie rodziny  rzekotkowatych (Hylidae).

## Zasięg występowania
Rodzaj obejmuje gatunki występujące w tropikalnej części południowego Meksyku.

## Systematyka
Rodzaj zdefiniował w 2005 roku międzynarodowy zespół herpetologów (Argentyńczyk Julián Faivovich, Brazylijczycy Célio Fernando Baptista Haddad i Paulo Christiano de Anchietta Garcia oraz Amerykanie Darrel Richmond Frost, Jonathan A. Campbell i Ward C. Wheeler) w artykule poświęconym przeglądowi systematycznemu rodziny rzekotkowatych, ze szczególnym uwzględnieniem podrodziny Hylinae, na podstawie analizy filogenetycznej i rewizji taksonomicznej, opublikowanym w czasopiśmie Bulletin of the American Museum of Natural History. Gatunkiem typowym jest (oryginalne oznaczenie) Ch. taeniopus.

### Etymologia
Charadrahyla: gr. χαραδρα kharadra ‘wąwóz’; rodzaj Hyla Laurenti, 1768.

### Podział systematyczny
Do rodzaju należą następujące gatunki:
- Charadrahyla altipotens (Duellman, 1968)
- Charadrahyla chaneque (Duellman, 1961)
- Charadrahyla esperancensis Canseco-Márquez, Ramírez-González & González-Bernal, 2017
- Charadrahyla juanitae (Snyder, 1972)
- Charadrahyla nephila (Mendelson & Campbell, 1999)
- Charadrahyla pinorum (Taylor, 1937)
- Charadrahyla sakbah (Jiménez-Arcos, Calzada-Arciniega, Alfaro-Juantorena, Blair & Parra-Olea, 2019
- Charadrahyla taeniopus (Günther, 1901)
- Charadrahyla tecuani Campbell, Blancas-Hernández & Smith, 2009
- Charadrahyla trux (Adler & Dennis, 1972)